# ژیل بووار
ژیل بووار (فرانسوی: Gilles Bouvard‎؛ زادهٔ ۳۰ اکتبر ۱۹۶۹) دوچرخه‌سوار اهل فرانسه است.